# Marina d'Or
Marina d’Or cidade de férias, é um complexo turístico situado entre as localidades de Oropesa del Mar e Cabanas, na província de Castellón, na Comunidade Valenciana em Espanha, em plena costa Azahar, mundialmente conhecida por ter o maior Spa científico de água marinha da Europa. Num complexo turístico semiprivado, com praias paradisíacas e espaços noturnos de excelência. Destino de eleição pela sua qualidade, diversidade e segurança (1800 câmaras de videovigilância distribuídas por todo o complexo), com paisagens encantadoras, aliadas à modernidade e design.
Em Marina d’Or, a proximidade é um dos principais fatores a ter em conta. Para se deslocar do alojamento à praia, passando pelos jardins, spa, zonas comerciais, parques temáticos e espaços noturnos. Todos os locais a 5 minutos a pé. Este fantástico complexo turístico é único na Península Ibérica.

## Parque Aquático Polinésia
A temática de Marina d´Or inaugurou em Agosto de 2012 para se tornar um destino bastante completo e diversificado.
O seu tema central – A polinésia, está presente em todos os cantos deste divertido parque aquático.
Neste parque encontrará escorregas, pontes, jatos de água, túneis, piscinas próprias para a prática de mergulho e uma piscina de ondas.
Este parque tem uma característica bastante incomum nesta área, é semicoberto e climatizado, podendo ser desfrutado ao longo de todas as estações do ano.

## Balneário (Spa)
O maior spa científico de águas marinhas da Europa e único no mundo com espaço exterior, tem 3000m2 de água, que é captada no mar Mediterrâneo, a 500m de distância, através de um emissário submarino, que faz com que a cada 2 horas a água esteja 100% renovada nos recipientes, tanto no Spa interior como no exterior. A água captada não recebe nenhum tratamento químico , mantendo todas as propriedades marinhas e benefícios para a saúde, da água do mar.
- Piscina central de água marinha, com temperaturas entre 34 e 36 graus, com jatos cervicais de diferentes intensidades;
- Cama jets para relaxar;
- Cascatas de água de sensação agradável;
- Diversos jacuzzis próximos da piscina central, com jatos lombares;
- Efeito relaxante das bolhas dentro dos hot tubes;
- Cabine de gelo para tonificar a pele com aplicação de orvalho;
- Banhos de toranja;
- Banhos romanos com contrastes de temperaturas de maior e de menor grau para conseguirem um efeito estimulante;
- Mármores quentes;
- Duches escoceses;
- Saunas;
- Banhos turcos;
- Sala de chuva pulverizada;
- Duches circulares;
- Solário Natural;
- Zona de espreguiçadeiras com infravermelhos;
- Zona VIP com banhos de leite, banhos de barro e sala de musicoterapia;
- Piscina do Mar Morto, para desfrutar da sensação de flutuabilidade, com salinidade em % igual á do Mar Morto.

## ParqueAventura D´Or
Um parque com atividades como a grande tobogã, rápidos, queda livre, circuito de moto 4, mixtreme (um circuito com pontes tibetanas, tirolesas e pista americana) e a aranha, discoloco são algumas das actividades radicais que se pode praticar neste parque.
Um ambiente puro e selvagem onde a energia se alia ao espírito de aventura ao longo de 12000 metros quadrados de vegetação, rocha, elementos estruturais de madeira e muita animação.

## Atividades Náuticas
A escola de vela de Marina d´Or com profissionais especializados e todo o tipo de material necessário põe à sua disposição um variado leque de actividades náuticas.
Nomeadamente:
- Windsurf e Catamaran
- Remo
- Vela
- Mergulho
- Kayac de mar

## Jardins Marina D´Or
Os jardins Marina d´Or reúnem uma exuberante e exótica vegetação procedente dos 5 continentes. São 140000 metros quadrados de espaços paradisíacos onde o verde ajardinado toca a areia de praia, com cascatas, fontes, bancos de estilo Gaudi, um sem fim de detalhes para deleitar os nossos sentidos, que fazem de Marina d´Or um dos locais mais belos da Europa.

## Zona Desportiva
Esta zona é composta por 8 courts de ténis, 2 polidesportivos exteriores e 1 interior para a prática de futebol de salão, basquetebol e andebol, 10 campos de padel, 3 campos de squash, 3 campos de petanca, mesas de ping-pong e minigolfe.
A qualidade inerente a esta zona é de tal ordem que Marina d’Or foi o destino seleccionado a nível mundial para uma das etapas mais importantes da Taça Davis, em ténis .

## Palácio D´Or
Situado em pleno coração de Marina d'Or, Palácio d'Or inaugurado em 2012, é o local onde se realizam as melhores noites da cidade. Um espaço montado com capacidade para 8000 pessoas, sendo que pode chegar até 12000 pessoas, com acabamentos de excelência e condições perfeitas para que nada falte.